# Pugilina
Pugilina  é um gênero de moluscos gastrópodes marinhos predadores de Bivalvia, pertencente à família Melongenidae, na subclasse Caenogastropoda e ordem Neogastropoda. Foi classificado por Heinrich Christian Friedrich Schumacher, em 1817, e sua distribuição geográfica é anfi-atlântica. Sua espécie-tipo, Pugilina morio, fora coletada na ilha de Goreia, ao largo da costa do Senegal e em frente a Dakar, na África Ocidental; localidade na décima segunda edição do Systema Naturae (1767); descrita nove anos depois de sua classificação por Carolus Linnaeus, em 1758, com a denominação Murex morio (no gênero Murex). Exemplares da costa leste americana, entre o mar do Caribe e a região sul do Brasil, foram transferidos para a espécie Pugilina tupiniquim em estudo do início do século XXI (ABBATE & SIMONE, 2015; "Review of Pugilina from the Atlantic, with description of a new species from Brazil (Neogastropoda, Melongenidae)" - African Invertebrates 56(3) - páginas 559-577). No passado este gênero teve um número maior de espécies, agora transferidas para gêneros como Brunneifusus, Hemifusus, Lenifusus, Pyrula e Volegalea.

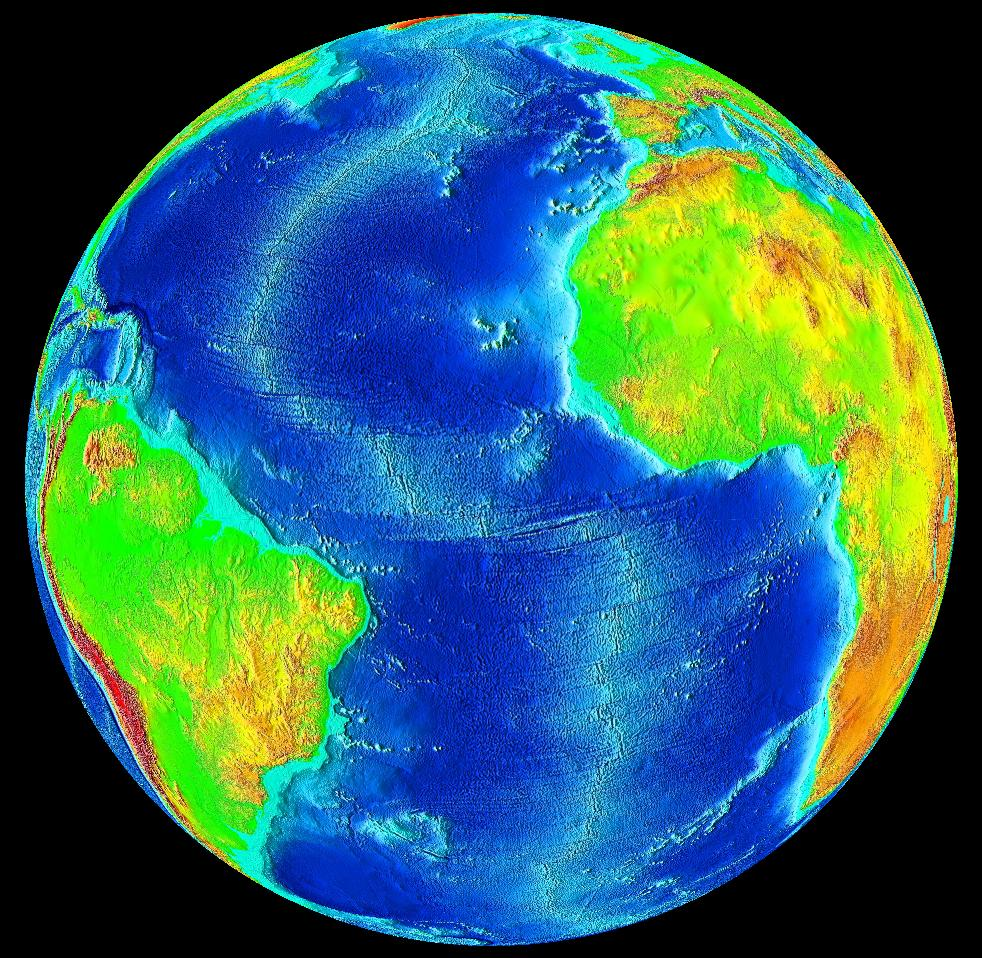
As duas espécies do gênero Pugilina têm como habitat as águas tropicais e temperadas do mar do Caribe, até a região sul do Brasil, e a costa oeste da África, no oceano Atlântico.

## Espécies dePugilina
- Pugilina morio (Linnaeus, 1758)
- Pugilina tupiniquim Abbate & Simone, 2015[1]

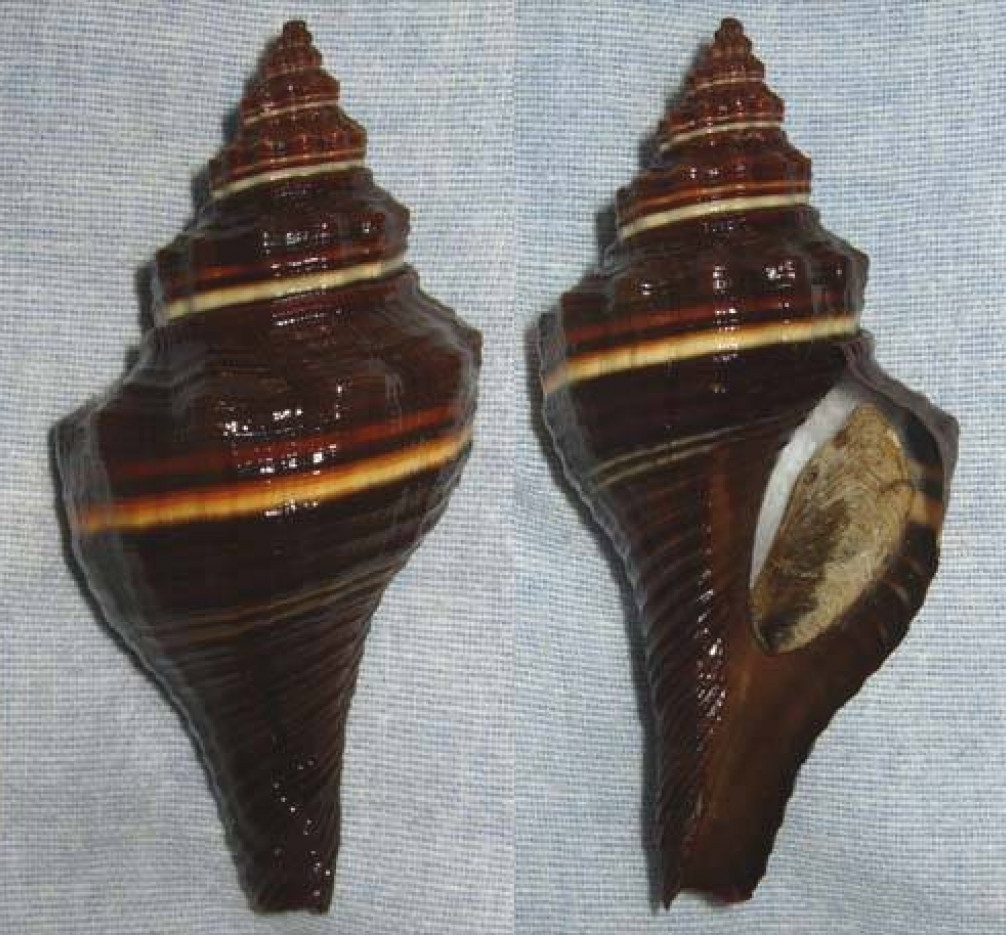
Vista superior (esquerda) e inferior (direita) de um espécime de Pugilina tupiniquim Abbate & Simone, 2015 após a retirada do perióstraco; com seu opérculo visível. Concha coletada em Natal, Rio Grande do Norte, região nordeste do Brasil. Espécie nativa do Atlântico ocidental, principalmente em regiões de mangue e na foz de rios.